# آدام بوش
آدام بوش (انگلیسی: Adam Busch؛ زادهٔ ۶ ژوئیهٔ ۱۹۷۸) یک هنرپیشه اهل ایالات متحده آمریکا است.
از فیلم‌های معروف او می‌توان به بازی در فیلم شکر و ادویه اشاره کرد.